# Стојачић
Стојачић је српско презиме. Значајни људи са овим презименом су:
- Стефан Стојачић (1989), професионални кошаркаш
- Страхиња Стојачић (1992), професионални кошаркаш